# Administrativní dělení Svazijska

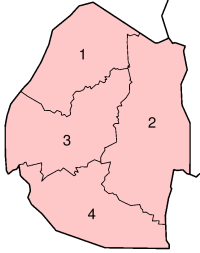
Okresy Svazijska

Svazijsko se dělí na čtyři regiony. Tyto regiony se dále dělí na 55 tinkhundel, které jsou podle pořadí rozděleny na imiphakatsi.
|   | Region     | Hlavní město | Rozloha (km2) | Počet obyvatel (2007) | Počet obyvatel (2017) |
| - | ---------- | ------------ | ------------- | --------------------- | --------------------- |
| 1 | Hhohho     | Mbabane      | 3 569         | 282 734               | 320 651               |
| 2 | Lubombo    | Siteki       | 5 945         | 207 731               | 212 531               |
| 3 | Manzini    | Manzini      | 4 070         | 319 530               | 355 945               |
| 4 | Shiselweni | Nhlangano    | 3 786         | 208 454               | 204 111               |